# Inam
L'Inam ou Steir-Laër est le plus important affluent de la rivière Ellé. La rivière prend sa source sur la commune de Gourin au pied des montagnes Noires puis elle descend vers le sud. Ensuite, elle s'oriente vers le sud-est et longe le territoire des communes de Guiscriff, Lanvénégen et Le Faouët. Elle reçoit à Pont-Priant les eaux du ruisseau du Moulin au Duc et du ruisseau du moulin Coz. Un peu avant le pont Saint-Mélaine, elle reçoit les eaux de l'Elise. Après avoir parcouru 34,4 km, elle se jette dans l'Ellé. Une usine appartenant au groupe agroalimentaire CECAB, la conserverie morbihannaise, produisant notamment des conserves de légumes commercialisées sous la marque phare Daucy, est implanté depuis 1968 sur son cours, un peu en amont de son point de confluence avec l'Ellé, à l'emplacement de l'ancien moulin de la Coutume.

## Étymologie
La rivière se nomme Ster-Laër ou Inam. Le véritable nom de la rivière, du moins celui qui est attesté depuis la date la plus ancienne, est Ster-Laër. On trouve en effet la mention Staer Lazrun en 1542. Le mot Inam n'apparaît pour la première fois qu'en 1828 sur le cadastre de Lanvénégen.
Le mot Ster-Laër associe deux mots d'origine bretonne : Ster qui signifie rivière et Laër voleur. La traduction littérale est donc la rivière au voleur.
Le mot Inam semble provenir du nom d'un pont qui franchissait la rivière, le pont Dinam. Ce pont se trouvait sur le grand chemin de Quimper à Rennes et le seigneur du Faouët y percevait un droit de passage. Dinam est un patronyme encore porté par des personnes dans les communes voisines de Plouay et d'Inguiniel. Le patronyme Dinam (forme ancienne=Dinamm) signifie immaculé.

## Hydrologie
Le bassin versant de l'Inam est de 118 km2 à la station hydrologique de Pont-Priant. Mais celle-ci se trouve assez haut en amont du point de confluence avec l'Ellé. Le débit instantané maximal y a été mesuré le 13 décembre 2000 à 1h29 et était de 69,70 m3/s. Le débit journalier maximal a été mesuré le 12 décembre 2000 et était de 48,70 m3/s. À l'étiage, le débit peut descendre théoriquement jusqu'à 0,16 m3/s en cas de période quinquennale sèche. Le débit minimum sur trois jours consécutifs y a été mesuré entre les 28 septembre et 3 octobre 1989 et était de 0,099 m3/s.
La lame d'eau écoulée dans son bassin versant est de 623 millimètres annuellement, et le débit spécifique de 19,7 l/s/km2. Ces valeurs élevées sont comparables à celles des bassins versants voisins et s'explique en partie par des précipitations abondantes sur son bassin, de l'ordre de 1 200 mm par an.

## Principaux affluents
Le SANDRE recense 30 affluents de l'Inam d'une longueur égale ou supérieure à 1 km dont 5 dépassent les 6 km.
D'amont en aval :
- Le ruisseau de Rastal Groui, long de 3,6 km
- Le ruisseau de Kerendily, long de 8,1 km
- Le ruisseau du moulin Quilliou, long de 4,3 km
- Le ruisseau du moulin du Pré, long de 7,6 km
- Le ruisseau de Kergonan, long de 3,5 km
- Le ruisseau de Kerandraon, long de 4,4 km
- Le ruisseau de Menguionet, long de 4,3 km
- Le ruisseau de Penanvern, long de 3,5 km
- Le Moulin du Duc, long de 16,6 km.
- Le ruisseau du moulin Coz ou ruisseau de Pont-Briant, long de 6,7 km, qui provient de Guiscriff.
- Le ruisseau de Diarnelez, long de 3,9 km
- L'Élise, long de 8,3 km. Ce cours d'eau est également appelé ruisseau des Kaolins ou ruisseau de Saint-Urlo. Il sert en effet d'émissaire aux étangs des Kaolins et passe près du village de Saint Urlo en Lanvénégen.

## Anciens moulins
Les eaux de l'Inam et de ses affluents animaient les roues de nombreux moulins autrefois : le moulin Corre, le moulin Trancher, le moulin de Tronjoly, le moulin Conan, le moulin du Pré, le moulin de Kerbiquet, le moulin de Menguionnet à Gourin ; le moulin Coz, le moulin de Kerandraon, le moulin de Launay, le moulin de Ty Quelen et le moulin de Pont-Priant à Guiscriff ; le moulin Jourdu à Le Saint ; le moulin de Leuriou, le moulin du Bois et le moulin de Kertanguy à Langonnet ; le moulin du Rest, le moulin Baden et le moulin de la Coutume à Lanvénégen ; le moulin du Duc, le moulin du Guel, le moulin de Diarnelez et le moulin du Mur à Le Faouët.